# Станнин
Станни́н (от лат. stannum — олово), оловянный колчедан, станнит — минерал из класса сульфидов с общей формулой вида Cu2FeSnS4. Она следует из формулы халькопирита путём замены одного атома Fe на Sn. Содержит (по массе) 29,58 % Cu, 12,99 % Fe, 27,5 % Sn и 29,8 % S, а также примеси Zn, Sb, Cd, Pb и Ag.
Широко распространённый минерал в оловорудных месторождениях России. На ряде месторождений России (Приморье, Якутия) и Средней Азии (Таджикистан) он является существенным элементом сульфидных минералов и часто вместе с варламовитом составляет 10—40 % общего олова. Часто образует вкрапленность в сфалерите ZnS, халькопирите. Во многих случаях наблюдаются явления распада станнина с выделением касситерита.

## Физические и кристаллографические свойства
Форма кристаллов — псевдокубические, псевдотетраэдрические.
Высокотемпературный минерал, связанный с пегматитами, кварц-полевошпатовыми жилами и грейзенами, обладает кубической симметрией; низкотемпературный (распространённый минерал касситерит-сульфидных месторождений) имеет тетрагональную симметрию, его кристаллическая структура по типу близка к структуре халькопирита.
Класс симметрии тетрагонально-скаленоэдрический — 42m; пространственная группа — I4(-)2m; отношение осей с/а — 1,963; спайность несовершенная по (001), (110); удельный вес 4,3—4,5 г/см³; твёрдость 3—4; цвет стально-серый до оливково-зелёного; блеск металлический; излом неровный.